# Ernestine Rose
Ernestine Louise Rose, nata Ernestine Louise Potowska, (Piotrków Trybunalski, 13 gennaio 1810 – Brighton, 4 agosto 1892) è stata un'attivista polacca naturalizzata statunitense.
Suffragista, abolizionista e libera pensatrice, è stata definita la prima femminista ebrea.

## Primi anni
Nacque nel 1810 a Piotrków Trybunalski, in Polonia. Suo padre era un ricco rabbino che le insegnò l'ebraico. Sin da piccola interrogava suo padre su questioni religiose.
Quando aveva sedici anni sua madre morì e le lasciò un'eredità. Suo padre, senza il suo consenso, la promise ad un suo amico ebreo. Rose, non volendo sposare un uomo che non aveva scelto né amato, lo affrontò, professando la sua mancanza di affetto nei suoi confronti e chiedendo la sua liberazione. Si recò al tribunale civile, la cui corte si pronunciò a suo favore, non solo liberandola dal suo fidanzamento, ma decretando che poteva conservare l'intera eredità che aveva ricevuto da sua madre. Tornata a casa, scoprì che suo padre si era risposato con una ragazza di sedici anni, e la tensione creatasi la portò a lasciare la casa all'età di diciassette anni.
Rose si recò quindi a Berlino, dove si trovò ostacolata da una legge antisemita che imponeva a tutti gli ebrei non prussiani di avere un garante prussiano. Fece appello direttamente al re e le fu concessa un'esenzione. Poco dopo creò della carta profumata da utilizzare come deodorante per ambienti, che vendette per finanziare i suoi viaggi.

## Inghilterra e Stati Uniti
Viaggiò per il Belgio, i Paesi Bassi e la Francia, arrivando in Inghilterra. Qui divenne insegnante di tedesco e di ebraico e incontrò Robert Owen, un socialista utopico, che fu così colpito da lei che la invitò a parlare in un grande salotto per oratori radicali. Nonostante la sua limitata conoscenza dell'inglese, il pubblico ne fu così colpito che da allora le sue apparizioni divennero regolari. Lei e Owen divennero amici intimi e lo aiutò persino a fondare l'Associazione di tutte le classi di tutte le nazioni, un gruppo che promuoveva i diritti umani per tutte le persone di tutte le nazioni, i sessi, le razze e le classi. Conobbe William Ella Rose, con il quale si sposò civilmente.
Nel maggio 1836 i Rose emigrarono negli Stati Uniti, dove in seguito divennero cittadini naturalizzati e si stabilirono in una casa a New York nel 1837.

## Abolizionista, atea, femminista, suffragetta
Ben presto Rose iniziò a tenere lezioni sui temi che la interessavano di più, unendosi alla Society for Moral Philanthropists e viaggiando in diversi stati per sposare le sue cause: l'abolizione della schiavitù, la tolleranza religiosa, l'istruzione pubblica e l'uguaglianza per le donne.
Negli anni 1840 e 1850, Rose si unì al pantheon delle grandi donne americane, un gruppo che includeva donne influenti come Elizabeth Cady Stanton, Susan B. Anthony, Lucretia Mott, Paulina Kellogg Wright Davis e Sojourner Truth, insieme a William Lloyd Garrison e Frederick Douglass, per combattere per i diritti delle donne e l'abolizione della schiavitù.
Nell'inverno del 1836, il giudice Thomas Hertell presentò una legge sulla proprietà delle donne sposate al legislatore dello Stato di New York per indagare sui metodi per migliorare i diritti civili e di proprietà delle donne sposate e per consentire loro di detenere beni immobili a proprio nome. Quando Rose seppe di questa risoluzione, redasse una petizione a suo favore. Nel 1838 questa petizione fu inviata al legislatore statale nonostante avesse cinque firme e nel 1849 la legge fu promulgata.
Sebbene non sembrasse mai attribuire grande importanza alla sua origine ebraica, nel 1863 Rose ebbe un dibattito pubblico con Horace Seaver, l'editore abolizionista del Boston Investigator, accusandolo di essere antisemita.
Nel 1869 lottò e ottenne una legge a New York che consentiva alle donne sposate di conservare le proprie proprietà e di avere uguale tutela dei figli.
Dopo il 1873 iniziò a sostenere il suffragio femminile in Inghilterra, partecipando alla Conferenza del movimento per il suffragio femminile a Londra e tenendo un discorso a Edimburgo in una grande riunione pubblica a favore del suffragio femminile. Morì a Brighton nel 1892.